# Noorwegen op het Eurovisiesongfestival 2017

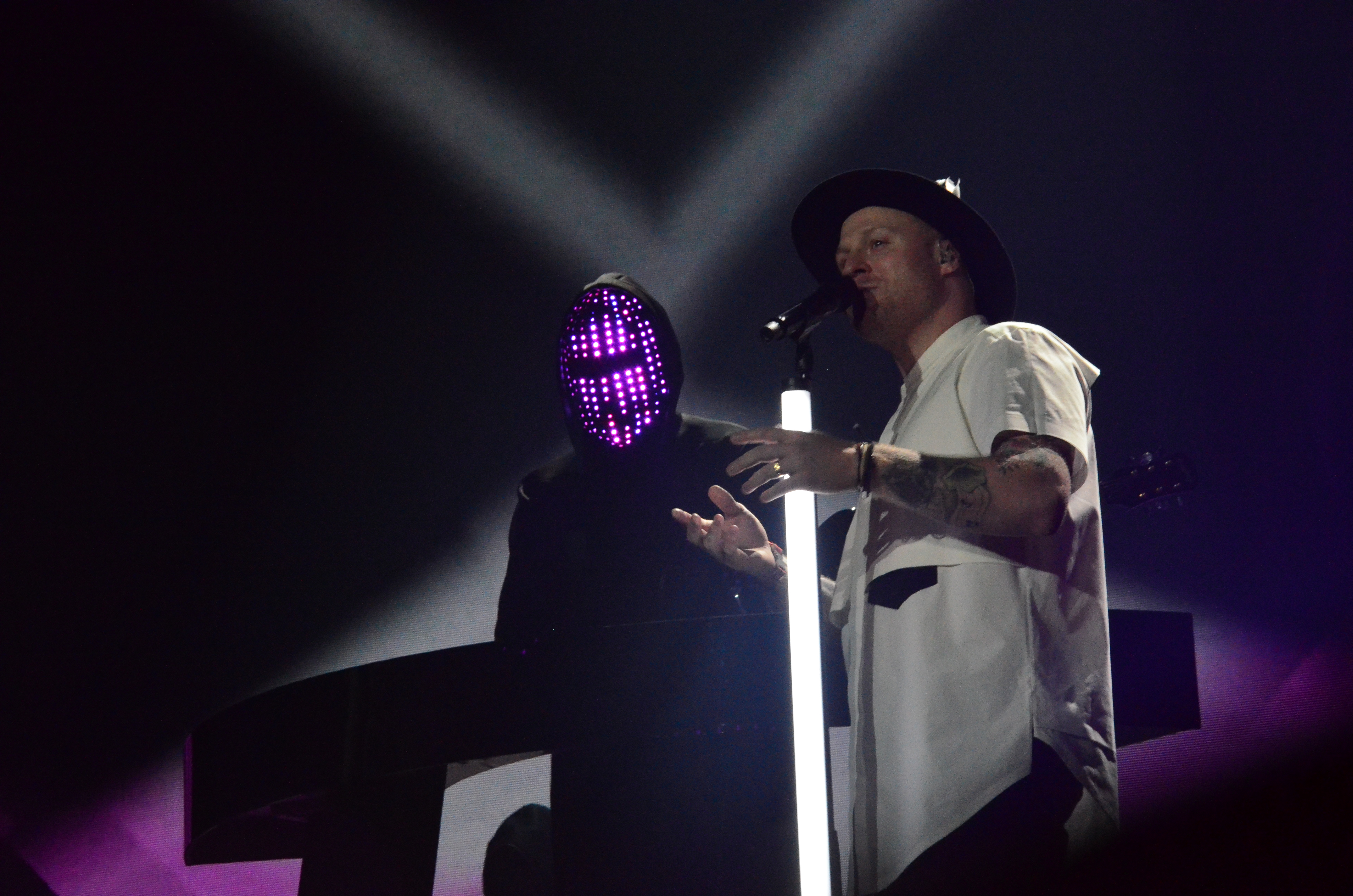
Jowst and Aleksander Walmann in Kiev.

Noorwegen nam deel aan het Eurovisiesongfestival 2017 in Kiev, Oekraïne. Het was de 56ste deelname van het land aan het Eurovisiesongfestival. NRK was verantwoordelijk voor de Noorse bijdrage voor de editie van 2017.

## Selectieprocedure
Dit lied werd gekozen op de Melodi Grand Prix dat elk jaar de beslissing maakt wie Noorwegen gaat vertegenwoordigen op het Songfestival. Er waren 10 gegadigden voor de plaats op het festival. Tien liedjes moesten het tegen elkaar opnemen in de finale van 11 maart 2017. Tien internationale jury's gaven 1-8, 10 en 12 punten aan hun favoriete lied, wat een totaal opleverde van 580 punten van de jury's terwijl het Noorse publiek ook 1-8, 10 en 12 punten mochten geven aan hun favoriete lied. De 4 liedjes met de meeste punten kwalificeerden zich voor de superfinale. Melodi Grand Prix 2017 werd gevolgd door 1.155.000 kijkers in Noorwegen, ongeveer 158.000 minder dan in 2016.

## In Kiev
Noorwegen trad aan in de tweede halve finale, op donderdag 11 mei 2017. Het land eindigde als vijfde en mocht zo door naar de finale. Daarin eindigde Noorwegen als tiende.
1960 · 1961 · 1962 · 1963 · 1964 · 1965 · 1966 · 1967 · 1968 · 1969 · 1970 · 1971 · 1972 · 1973 · 1974 · 1975 · 1976 · 1977 · 1978 · 1979 · 1980 · 1981 · 1982 · 1983 · 1984 · 1985 · 1986 · 1987 · 1988 · 1989 · 1990 · 1991 · 1992 · 1993 · 1994 · 1995 · 1996 · 1997 · 1998 · 1999 · 2000 · 2001 · 2002 · 2003 · 2004 · 2005 · 2006 · 2007 · 2008 · 2009 · 2010 · 2011 · 2012 · 2013 · 2014 · 2015 · 2016 · 2017 · 2018 · 2019 · 2020 · 2021 · 2022 · 2023 · 2024 · 2025
Albanië · Armenië · Australië · Azerbeidzjan · België · Bulgarije · Cyprus · Denemarken · Duitsland · Estland · Finland · Frankrijk · Georgië · Griekenland · Hongarije · Ierland · IJsland · Israël · Italië · Kroatië · Letland · Litouwen · Macedonië · Malta · Moldavië · Montenegro · Nederland · Noorwegen · Oekraïne · Oostenrijk · Polen · Portugal · Roemenië · San Marino · Servië · Slovenië · Spanje · Tsjechië · Verenigd Koninkrijk · Wit-Rusland · Zweden · Zwitserland